# Giovanni Veneziano
Giovanni Veneziano (Napoli, 11 marzo 1683 – Napoli, 13 aprile 1742) è stato un compositore italiano.
Figlio del biscegliese Gaetano, studiò musica dietro l'insegnamento del padre che era all'epoca primo maestro del Conservatorio di Santa Maria di Loreto, e successivamente, il 26 dicembre 1704, diventò secondo organista e compositore presso la Cappella Reale. Ma nel 1707 gli Austriaci invasero Napoli ed egli perse il proprio posto, in quanto, come il padre, era favorevole al precedente regime.
Il 17 gennaio 1711 al Teatro dei Fiorentini mise in scena la sua prima opera buffa, Lo mbruoglio de li nomme e nel 1714, sempre ai Fiorentini, fu la volta della commedia marenesca Patrò Tonno d'Isca. Nel luglio del 1716 fu nominato secondo maestro del Conservatorio di Loreto, carica che mantenne fino alla morte. Nel 1735, con la cacciata degli Austriaci da Napoli, diventò re di Napoli Carlo III di Borbone: Veneziano fu quindi reintegrato nella Cappella di Corte. Morì nel 1742 lasciando la propria moglie, Teodora Pulzone, e otto figli in condizioni precarie.
Veneziano nel suo tempo era un compositore fuori dall'ordinario: egli fu fra i primi musicisti napoletani che si dedicarono alla composizione di opere buffe. Tra i suoi allievi si ricorda Nicola Bonifacio Logroscino e Davide Perez.

## Lavori
- Lo mbroglio de li nomme aleas Le Doje pope (opera buffa, libretto di Niccolò Corvo (Agasippo Mercotellis), 1711, Napoli)
- Patrò Tonno d'Isca (commedia marenesca, libretto di Niccolò Corvo (Agasippo Mercotellis), 1714, Napoli)
- Lo Pippo (opera buffa, libretto di P. Segistro, 1715, Napoli)
- Giuseppe Giusto (opera sacra, 1733, Napoli)
- Componimento per musica sopra il felice arrivo in Macerata dell'ill.mo monsignore Ignazion Stelluti (componimento per musica, 1736, Macerata)